# Дирварі (Мехедінць)
Дирварі (рум. Dârvari) — село у повіті Мехедінць в Румунії. Входить до складу комуни Дирварі.
Село розташоване на відстані 243 км на захід від Бухареста, 58 км на південний схід від Дробета-Турну-Северина, 62 км на захід від Крайови.

## Населення
За даними перепису населення 2002 року у селі проживали 1692 особи, з них 1691 особа (99,9%) румунів. Рідною мовою 1691 особа (99,9%) назвала румунську.